# Alexinos
Alexinos (en grec Ἀλεξῖνος) est un philosophe grec (339-265 av. J.-C.), né à Élis dans le Péloponnèse. C'est un philosophe peu connu de l'école mégarique.

## Ses doctrines et ses idées
Il aurait été dialecticien, trait qu'il partageait avec les autres philosophes de Mégare. La tradition le présente comme un habile contradicteur, ce qui lui valut, selon Diogène Laërce, le sobriquet de « réfutateur ». Il eut en effet notamment une polémique avec Zénon de Cition, le fondateur de l'école stoïcienne, sur la qualité du monde. Dans ce débat engagé avec l'école stoïcienne, il eut à cœur de retourner les arguments logiques de ses adversaires par la dialectique. Ainsi il écrivit : « Être poète est meilleur que de ne pas l'être, être grammairien est meilleur que de ne pas l'être (...) or [selon les Stoïciens] rien n'est meilleur que le monde, donc le monde est poète et grammairien. »
Par de tels propos, il cherchait à discréditer la logique stoïcienne par l'absurde.

## Ses écrits
La découverte des écrits de Philodème de Gadara dans les papyrus d'Herculanum a permis de connaître les théories d'Alexinos sur la science, le savoir et la rhétorique.
Auteur d'un traité Sur l'éducation aujourd'hui perdu, ouvrage contre l'historien Éphore où il traitait peut-être des liens entre la rhétorique et l'histoire, il écrivit aussi un volume de Souvenirs de banquets. Dans cette œuvre, selon le témoignage d'Aristoclès, il montrait Alexandre le Grand encore enfant réfutant son précepteur Aristote. Auteur en outre d'un péan (chant solennel et collectif à Apollon) en l'honneur de Cratère, général d'Alexandre. Ariston de Céos a écrit un Πρὸς τὰς Ἀλεξίνου ἀντιγραφάς (Contre les réfutations d'Alexinos) Plutarque, qui le dit sophiste, cite une anecdote à son propos, dans son traité De la Fausse Honte. Il est connu pour avoir composé un discours en l'honneur du sanctuaire de Délos.
Cette activité littéraire est moins surprenante qu'il n'y paraît pour un proche de l'école mégarique ; en effet, Polyxène, autre dialecticien de cette mouvance, semble avoir lui aussi composé de telles odes.

## Œuvres
- Souvenirs de banquets (Ὑπομνήματα συμποτικά), en deux livres